# Дрогу
Дрогу (рум. Drogu) — село у повіті Бреїла в Румунії. Входить до складу комуни Галбену.
Село розташоване на відстані 121 км на північний схід від Бухареста, 57 км на захід від Бреїли, 68 км на південний захід від Галаца, 137 км на схід від Брашова.

## Населення
За даними перепису населення 2002 року у селі проживали 1015 осіб. Рідною мовою 1014 осіб (99,9%) назвали румунську.
Національний склад населення села:
| Національність | Кількість осіб | Відсоток |
| -------------- | -------------- | -------- |
| румуни         | 974            | 96,0%    |
| цигани         | 40             | 3,9%     |